# Thecla mushana
Thecla mushana är en fjärilsart som beskrevs av Matsumura 1929. Thecla mushana ingår i släktet Thecla och familjen juvelvingar. Inga underarter finns listade i Catalogue of Life.